# Cimetière Raspail
Le cimetière Raspail, couramment appelé nouveau cimetière, est un cimetière se trouvant à Bagnolet. C'est l'un des deux cimetières de la commune, avec le cimetière Pasteur.

## Situation et accès
L'entrée principale se trouve à l'angle de la rue Louise-Michel et de l'avenue Raspail.
Comme l'avenue éponyme, il tient son nom du chimiste, médecin et homme politique François-Vincent Raspail (1794-1878).

## Historique
La question de l'agrandissement de l'ancien cimetière s'est posée à partir de 1902.

## Personnalités
- Daniel Mongeau, homme politique[4].